# Katarina Ježić
Katarina Ježić (født d. 19 december 1992 i Rijeka, Kroatien) er en kvindelig kroatisk håndboldspiller som spiller for rumænske HC Dunărea Brăila og det Kroatiens kvindehåndboldlandshold.